# برادي هوك
برادي هوك (بالإنجليزية: Brady Hoke)‏ هو لاعب كرة قدم أمريكية أمريكي، ولد في 3 نوفمبر 1958 في دايتون في الولايات المتحدة.